# Parte Foránea
Parte Foránea (en catalán: Part Forana) es el nombre con el que se denomina todo el territorio de Mallorca, en España, que no pertenece a la ciudad de Palma de Mallorca.
Tradicionalmente ha sido un concepto opuesto al de Ciudad al ser la capital la única ciudad de la isla durante siglos.
La mayor parte de la población mallorquina vive en la capital. La Parte Foránea de Mallorca concentra aproximadamente la mitad de la población de la isla. La Parte Foránea mallorquina se divide en cinco comarcas:
- Llano de Mallorca
- Sierra de Tramontana
- Raiguer
- Migjorn
- Levante

La Parte Foránea presenta una gran diversidad en los tipos de poblaciones que constituyen sus municipios: ciudades más o menos industriales como Inca o Manacor, villas y pueblos tradicionalmente agrícolas como Sinéu o La Puebla, pequeños pueblos residenciales o de fin de semana como Ruberts o Randa, núcleos residenciales como Maioris Décima o la Colonia de San Pedro, y núcleos turísticos costeros como Calviá, Cala d'Or o la Colonia de San Jorge.
Tradicionalmente los de la Parte Foránea han mantenido una cierta rivalidad con Palma de Mallorca. Los de la parte foránea eran de pueblo (de un carácter más rural), mientras que los de Palma de Mallorca eran de ciudad (de un carácter más burgués). Los de la Parte Foránea llaman a los palmesanos, en tono sarcástico, llonguets, al ser el llonguet un tipo de pan típico de Palma.
Hoy en día, la práctica totalidad de diarios tienen una sección dedicada a la Parte Foránea, en que se incluyen las noticias más relacionadas con aspectos concretos de las poblaciones que no son Palma de Mallorca.

## Historia
Las únicas poblaciones rurales en la Mallorca de la época musulmana eran Inca y Sinéu, pero después de la conquista empezaron a tomarse medidas destinadas a una mejor organización del gran espacio rural mallorquín: se crearon alcaldías con circunscripciones similares a las de los ajza musulmanes y se fundaron las parroquias, alrededor de las cuales se insinuaron incipientes núcleos de población.
Pero es a partir del año 1300 en que Jaime II de Mallorca dicta unas ordenaciones, que son un importante plan territorial de dotación de servicios públicos y de organización urbanística de las poblaciones existentes y de fundación de once nuevas villas, que la Parte Foránea empezó a conformar un sujeto jurídico.
Será pero su hijo Sancho I de Mallorca, el que profundizará en una organización municipal segregada de la Ciudad: atribuyendo representantes locales al Gran y General Consejo (Gran i General Consell), creando un órgano de representación y defensa de los intereses foráneos, el Sindicat de Fora, o instituciones judiciales supramunicipales como el Veguer de Fora, que tenía sede en Sinéu.
Pese a los intentos de la monarquía de buscar un equilibrio entre la Ciudad y la Parte Foránea, la rivalidad provocada por la debilidad representativa de la Parte Foránea en los órganos de gobierno del Reino (aproximadamente del 30%), una política fiscal discriminatoria, y el flujo de recursos hacia la ciudad a causa de las cargas feudales y el endeudamiento del Gran y General Consejo desembocaron en graves conflictos sociales que tuvieron como consecuencia tres episodios bélicos: el alzamiento foráneo de 1391, que acabó con el Callo de Mallorca, el alzamiento de 1451 y las Germanías (1520-1523). Así mismo el bandolerismo generalizado del siglo XVII, tenía parte de sus raíces en este conflicto.